# Mittenothamnium tenellum
Mittenothamnium tenellum är en bladmossart som beskrevs av F. J. Hermann 1976. Mittenothamnium tenellum ingår i släktet Mittenothamnium och familjen Hypnaceae. Inga underarter finns listade i Catalogue of Life.